# Ippei Watanabe
Ippei Watanabe (渡辺 一平, Watanabe Ippei) (nascido em 18 de março de 1997) é um nadador japonês e ex-recordista mundial nos 200 m nado peito.

## Carreira
Ele competiu nos 100 m peito e nos 200 m peito nos Jogos Olímpicos de Verão de 2016, tendo obtido o recorde olímpico nos 200 m durante as semifinais, com o tempo de 2:07.22. Nas finais, encerrou a competição na sexta posição.
Quebrou o recorde mundial durante a Copa Kosuke Kitajima em 2016, com o tempo de 2:06.67, sendo o primeiro atleta a atingir um indíce a inferior a 2:07.
Nos Jogos Asiáticos de 2022, realizados em Hangzhou, conquistou a medalha de bronze nos 200 metros de peito masculino.